# Xonix
Xonix (с англ. — «Зоникс») — компьютерная игра. Первая версия была создана в 1984 году для платформы PC как клон игры Qix, появившейся ранее на аркадных автоматах. Разработана Иланом Рабом (ивр. אילן רב‎) и Дэни Катцем (ивр. דני כץ‎) во время службы в ЦАХАЛе.

## Игровой процесс
Игровое поле представляет собой сетку из квадратных или прямоугольных ячеек, поэтому игра легко реализуется в текстовом режиме экрана. Ячейки могут быть двух типов: условно «суша» и «море». По полю движутся управляемый игроком курсор и управляемые программой точки. Курсор может двигаться по вертикали и горизонтали, точки — по диагонали. Точки бывают «сухопутными» и «морскими», то есть движутся или только по «суше», или только по «морю», отскакивая от разделяющей их границы.
Курсор может свободно передвигаться по «суше», где он уязвим для «сухопутных» точек. Выходя в «море», он оставляет за собой след, уязвимый для «морских» точек, при этом в «море» нельзя изменить направление движения курсора на противоположное, можно поворачивать только на 90 градусов в любую сторону, также в «море» нельзя останавливаться. Игра считается проигранной, если курсор собьёт «сухопутная» или «морская» точка, если след курсора пересечет «морская» точка или при попытке в «море» изменить направление движение на противоположное или остановиться. Как только курсор снова оказывается на «суше», след его превращается в новую «сушу». Если при этом в «море» появилась замкнутая область, не содержащая точек, то вся эта область также превращается в «сушу».
Проще говоря, игрок, управляя курсором, пытается отсечь куски «моря», превращая их в «сушу», а точки ему в этом мешают.